# Kistücsök étterem
A Kistücsök étterem a Balaton déli partján, Balatonszemesen található étterem. Az épület a 19. században épült, Postakocsi Fogadó néven vált ismertté, majd az 1900-as évek közepén a Balatonszárszó és Vidéke ÁFÉSZ tulajdonába került. Jelenlegi vezetője és tulajdonosa Csapody Balázs, aki 1992 óta üzemelteti az éttermet.
A Kistücsök étterem a Stílusos Vidéki Éttermiség (SVÉT) tagja. 

## Az étterem története
A Balatonszemes központjában, a 7-es számú főút mellett található étterem története a 19. század közepén kezdődik. Ekkor épült ugyanis az egykori lóváltó állomással szemben a Postakocsi Fogadó, ami hosszú évtizedeken át szolgálta ki a postai dolgozókat és a helyi lakosságot egyaránt.
Az 1960-as évektől a Balatonszárszó és Vidéke ÁFÉSZ üzemeltette vendéglőként és kocsmaként, majd a rendszerváltás idején bezárták.
Csapody Balázs, az étterem jelenlegi tulajdonosa 1992-ben vette bérbe az épületet. 1992 novemberében nyitott újra Kistücsök étterem néven, Jahni László séf társaságában. 2017-ben a Gundel Károly-díj díjazottja Csapody Balázs, a balatonszemesi Kistücsök Étterem tulajdonosa lett. Jahni László főszakács egyik fő segítője munkájában a Bocuse d’Or  európai döntőjének nyertese Pohner Ádám.
2018-ban Pohner Ádám a Kistücsök étterem séfhelyetteseként megnyerte a Bocuse d'Or magyar döntőjét, a tét az volt, hogy ki képviseli Magyarországot az európai döntőben. A 2018.évi nyári torinói válogatón túljutva, 2019 januárjában az étterem séfje képviselte csapatával Magyarországot a világhírű Bocuse d’Or szakácsverseny  mezőnyének legfiatalabbjaként, a lyoni döntőben, ahol a 12. helyet szerezte meg a magyar csapat.

## Elismerések
- 2022. november 3-án Csapody Balázs BIB Gourmand ajánlást vehetett át a Michelin díjátadó gálán.[12][13][14]
- 2018. február 8-án a Kistücsök étterem helyettes séfe, Pohner Ádám nyerte meg a Bocuse d’Or magyarországi döntőjét, ezzel elnyerve a jogot, hogy képviselje az országot az európai döntőben.[6]
- A 2017. évi Dining Guide TOP100 étteremkalauzban az előkelő 12. helyen végzett az étterem.
- A Gault&Millau magyar nyelvű kalauzában 14 pontos eredményt, ezzel egy szakácssapkát ért el 2017-ben.
- Best Wine List, 2016 (Vince Magazin)
- Év étterme, 2015 (Dining Guide)
- Best Wine Dinner, 2015 (Vince Magazin)
- European Restaurant, 2014 (CEUCO)
- Az év vidéki étterme, 2013 (Az Utazó Magazin)
- Magyar Brands elismerés, 2013
- One of the best countryside restaurants, 2013 (Best of Budapest)
- Magyar Konyha díja, 2013
- One of the best countryside restaurant, 2012 (Best of Budapest)
- Prestige Award, 2012
- Wine in Hungary Award, 2011
- TOP 10, 2010 (Dining Guide)
- Kiváló borpince és sommelier, 2009 (Alexandra étterem- és borkalauz)
- Az év konyhája, 2009 (Vendéglátás Magazin)
- Dining Guide, 2009
- A 100 legjobb magyar étterem, 2008 (Népszabadság)
- A 100 legjobb magyar étterem, 2007 (Népszabadság)